# Draksenić
Draksenić (szerbül: Драксенић), falu Bosznia-Hercegovinában, Bosanska krajina területén, Kozarska Dubica községben, a Szerb Köztársaságban. 

## Fekvése
Bosznia-Hercegovina északi részén, Banja Lukától légvonalban 53, közúton 72 km-re északnyugatra, községközpontjától légvonalban 7, közúton 8 km-re északkeletre, az Una jobb partja mentén, a Dubicai-mező síkságán, 90 - 100 méteres tengerszint feletti magasságban fekszik. Itt torkollik a Moštanica-patak az Unába.

## Népessége
| Nemzetiségi csoport | Népesség 1991 | Népesség 2013 |
| ------------------- | ------------- | ------------- |
| Szerb               | 685           | 554           |
| Bosnyák             | 1             | 1             |
| Horvát              | 6             | 10            |
| Jugoszláv           | 26            | 0             |
| Egyéb               | 7             | 6             |
| Összesen            | 725           | 571           |

## Története
A település 1878-ig tartozott az Oszmán Birodalomhoz, ekkor a berlini kongresszus határozata alapján az Osztrák-Magyar Monarchia része lett. 1879-ben az első osztrák-magyar népszámlálás során a Kostajnicai járáshoz tartozó Demirovac község részeként a falunak 131 háztartása és 716 ortodox szerb lakosa volt. 1910-ben a Bosanska Dubica-i járásban fekvő községben 182 háztartást, 1097 ortodox szerb és 15 muszlim lakost találtak. A monarchia szétesésével 1918-ben előbb a Szerb-Horvát-Szlovén Királyság, majd 1929-től a Jugoszláv Királyság része. 1921-ben a községnek 198 háztartása és 1163 lakosa volt. Jugoszlávia megszállása után a falu a Független Horvát Állam (NDH) része lett.
Draksenić a jasenovaci és a Donje Gradina-i tábor közelében feküdt és sokat szenvedett a második világháborúban az usztasa terror idején. A draksenići mészárlásra 1942. január 14-én került sor, melyet az usztasa és a horvát honvédség tagjai követtek el a Donja Gradina és Draksenić elleni támadás részeként. A mészárlás során hidegvérrel megölték Draksenić falu 207 lakosát, többségében nőket és gyerekeket. A legtöbb áldozatot az egykori templomban ölték meg. Ma ezen a helyen a maga nemében egyedülálló emlékmű található.
1945-től a település a szocialista Jugoszlávia része volt. A Bosznia-Hercegovinában zajló polgárháború idején a település a Boszniai Szerb Köztársaság része volt. Jugoszlávia felbomlása és a bosznia-hercegovinai háború során a falu nem szenvedett jelentősebb veszteségeket. 1995. szeptember 18-án és 19-én az Una horvát hadművelet keretében Kozarska Dubica község területét megtámadta a Horvát Köztársaság hadserege (HV). Ezt a támadást a Boszniai Szerb Köztársaság hadserege (VRS) és a helyi lakosság visszaverte. A daytoni békeszerződést követő területfelosztásnál a település, Kozarska Dubica község részeként a Szerb Köztársaság területéhez került.

## Gazdaság
Korábban a „Poljoprivreda Draksenić” nagyüzem működött a településen.

## Nevezetességei
- Draksenićen ma egy új ortodox templom található Szent Márk evangélista tiszteletére szentelve, mellette katonai temetővel.

## Fordítás
- Ez a szócikk részben vagy egészben  a(z)   Драксенић című szerb Wikipédia-szócikk ezen változatának fordításán alapul.  Az eredeti cikk szerkesztőit annak laptörténete sorolja fel. Ez a jelzés csupán a megfogalmazás eredetét és a szerzői jogokat jelzi, nem szolgál a cikkben szereplő információk forrásmegjelöléseként.